# جزيرة أبو الأبيض
جزيرة أبو الأبيض : هي جزيرة إماراتية تقع في الخليج العربي تتبع إمارة أبوظبي، وهي أكبر الجزر المئتين الواقعة على السواحل الإماراتية. وتقدر مساحتها بـ476 كم2، (34 كم طولاً و 14 كم عرضاً). وهي محمية طبيعية ذات الخصائص البيئية متعددة، وتشكل ملجئ طبيعي لعديد من الحيوانات سواءًا كانت بحرية أو برية، ويتم زراعة أنواع عدة من أشجار الفواكة في الجزيرة، حيث تشكل تلك الأشجار والنباتات غابات الجزيرة.

## المناخ
صحراوي مداري جاف شحيحة الأمطار، تصل درجات الحرارة حتى 48 درجة مئوية وبمعدل حوالي 36 درجة مئوية صيفاً بين شهري أبريل ونوفمبر. وتنخفض درجات الحرارة لتصل إلى 18 درجة مئوية وبمعدل 16 درجة مئوية شتاءًا بين شهري ديسمبر ومارس.

## الأسماك
تضم الجزيرة أنواع عدة من الأسماك منها: سمك القش (جش)، سمك الناخر، ومن عائلة أسماك الفرش فرش مطوع، وعائلة أسماك الشعري، وأسماك الهامور، أسماك الشانك، أسماك الفسكر.كما تعد الأعشاب حول الجزيرة مرعى مناسبًا لأبقار البحر والسلاحف.

## مركز تربية الأحياء البحرية
للاستفادة من طبيعة الجزيرة المناسبة لتكائر أنواع الأسماك المختلفة، تم اطلاق مركز تربية الأحياء البحرية، من أجل إنتاج أفراخ الروبيان ومجموعة أخرى من الأسماك لإطلاقها في مياه الخليج العربي المحيطة بالجزيرة من أجل زيادة مخزونها والمساهمة في تنمية الحياة البحرية والمحافظة على استدامتها، ويشمل المشروع أحواض الفايبرغلاس والأحواض الإسمنتية مختلفة الأحجام والأحواض العائمة إضافة إلى الأحواض الترابية التي تعتمد على حركة المد والجزر لتبديل المياه، ويتم تزويد الأحواض بمياه البحر عن طريق مضخات من القنوات الصناعية القريبة، وتستخدم مضخات ودواليب الهواء لتزويد الأحواض بالهواء، بالإضافة لاستخدام الفلاتر للحفاظ على المياه من الملوثات وتحسين نوعيتها بشكل عام.

## الحياة البرية في الجزيرة
تحوي الجزيرة مجموعة من الحيوانات النادرة والمهددة بالإنقراض، ولذلك فهي تعتبر ذات أهمية بالغة من أجل الحفاظ على هذه الحيوانات التي في مقدمتها:

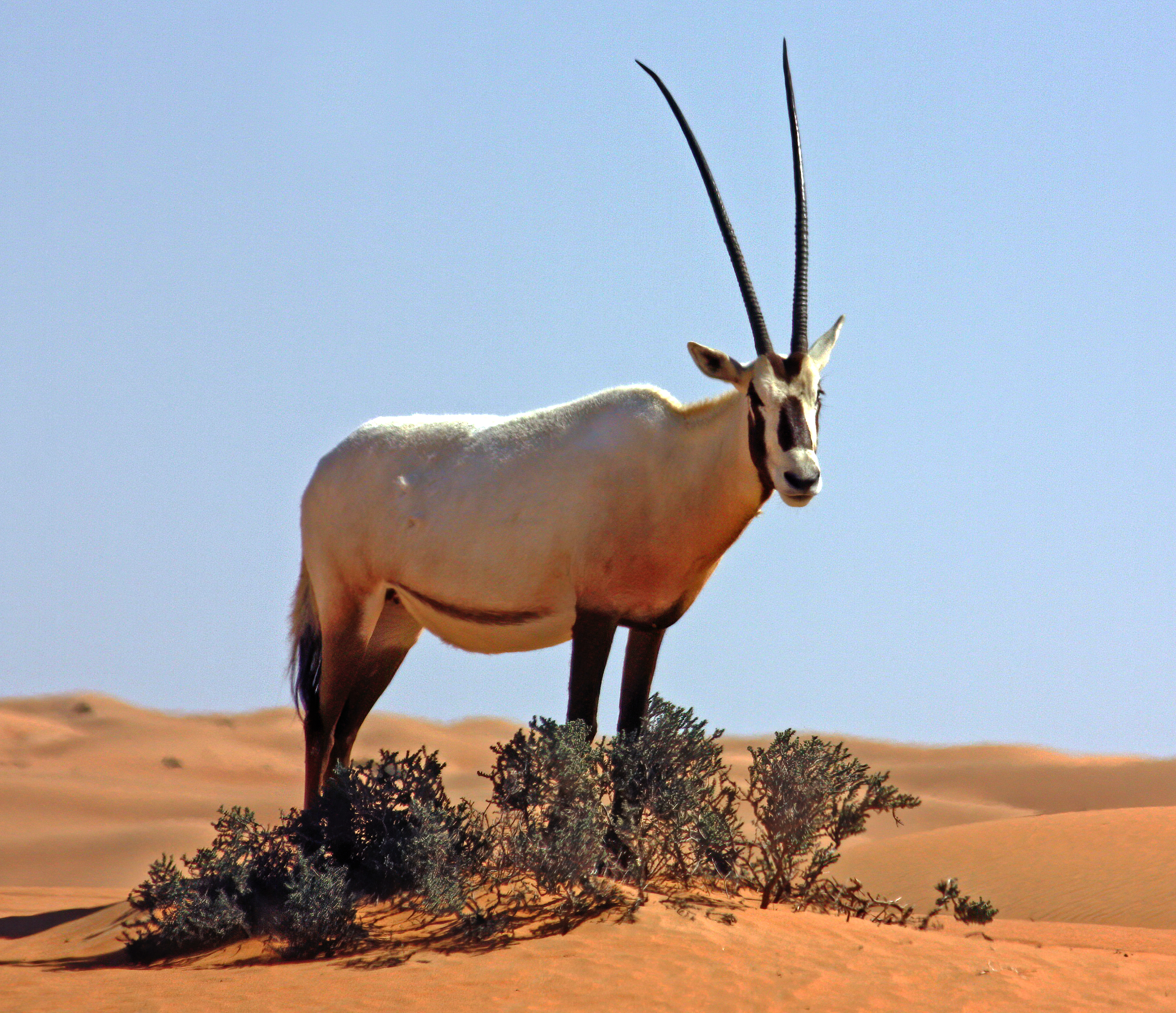
المها العربي

- المها العربيالمها العربي التي تتميز بلونها الأبيض وفروتها الطويلة ويصل طول قرن الحيوانات البالغة منها إلى 90 سم، كما تتميز باتساع حوافرها مقارنةً بالغزلان، ويمكن أن تعيش حتى 19 عام.
- الغزلان الرملية ويوجد منها نوعان، غزال الريم، وغزال الدرقي، وتعتبر من أكبر أنواع الغزلان العربية حيث يصل وزنها إلى 22 كيلوغرام ويتراوح طولها بين 95سم إلى 120 سم وطول قرون الذكور بين 20سم إلى 30سم بينما تكون قرون الإناث أقصر من ذلك، ولها لون ترابي خفيف مع ظلال حمراء على الظهر.

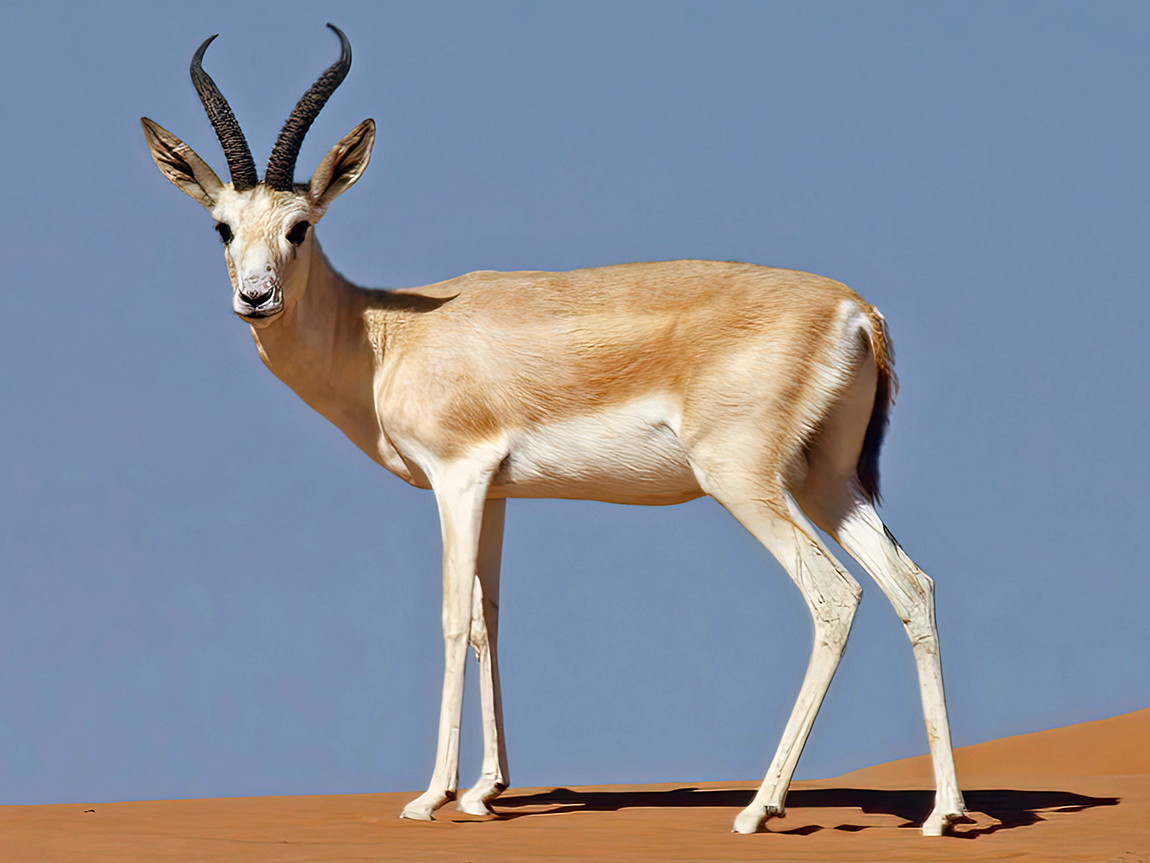
غزال رملي

- غزال رمليالأرانب الصحراوية حيث توجد أعداد قليلة من هذه الأرانب على الجزيرة تتجمع حول الشجيرات التي تنمو تحتها الأعشاب والنباتات، وتتميز بلونها الترابي الفاتح، ووبرها متوسط الطول، كما تملك قوائم رفيعة صلبة تساعدها على القفز بسهولة على الرمال والتربة.